# Helena do Palatinado
Helena do Palatinado (em alemão:  Helene von der Pfalz; Heidelberg, 9 de fevereiro de 1493 — Schwerin, 15 de agosto de 1524) foi condessa do Palatinado-Simmern por nascimento, e duquesa consorte de Meclemburgo pelo seu casamento com Henrique V de Meclemburgo.

## Família
Helena foi a quarta filha e décima primeira criança nascida de Filipe, Eleitor Palatino e de Margarida da Baviera-Landshut. Seus avós paternos eram Luís IV, Eleitor Palatino e Margarida de Saboia, duquesa de Anjou. Seus avós maternos eram o duque Luís IX da Baviera e Amália da Saxônia.
Ela teve treze irmãos. Alguns deles eram: Luís V, Eleitor Palatino, marido de Sibila da Baviera; Filipe do Palatinado, príncipe-bispo de Frisinga e Naumburgo; Roberto do Palatinado, bispo de Frisinga; Frederico II, Eleitor Palatino, marido de Doroteia da Dinamarca, Amália, duquesa da Pomerânia como esposa de Jorge I da Pomerânia, etc.

## Biografia
Aos vinte anos de idade, a condessa Helena casou-se com o duque Henrique V, de trinta e quatro, em Wismar, no dia 12 de agosto de 1513. Ele era filho do duque Magno II de Meclemburgo e de Sofia da Pomerânia-Estetino.
A primeira esposa de Henrique foi Úrsula de Brandemburgo, com quem ele teve três filhos. 
O duque e a duquesa foram casados por onze anos, e tiveram três filhos juntos.

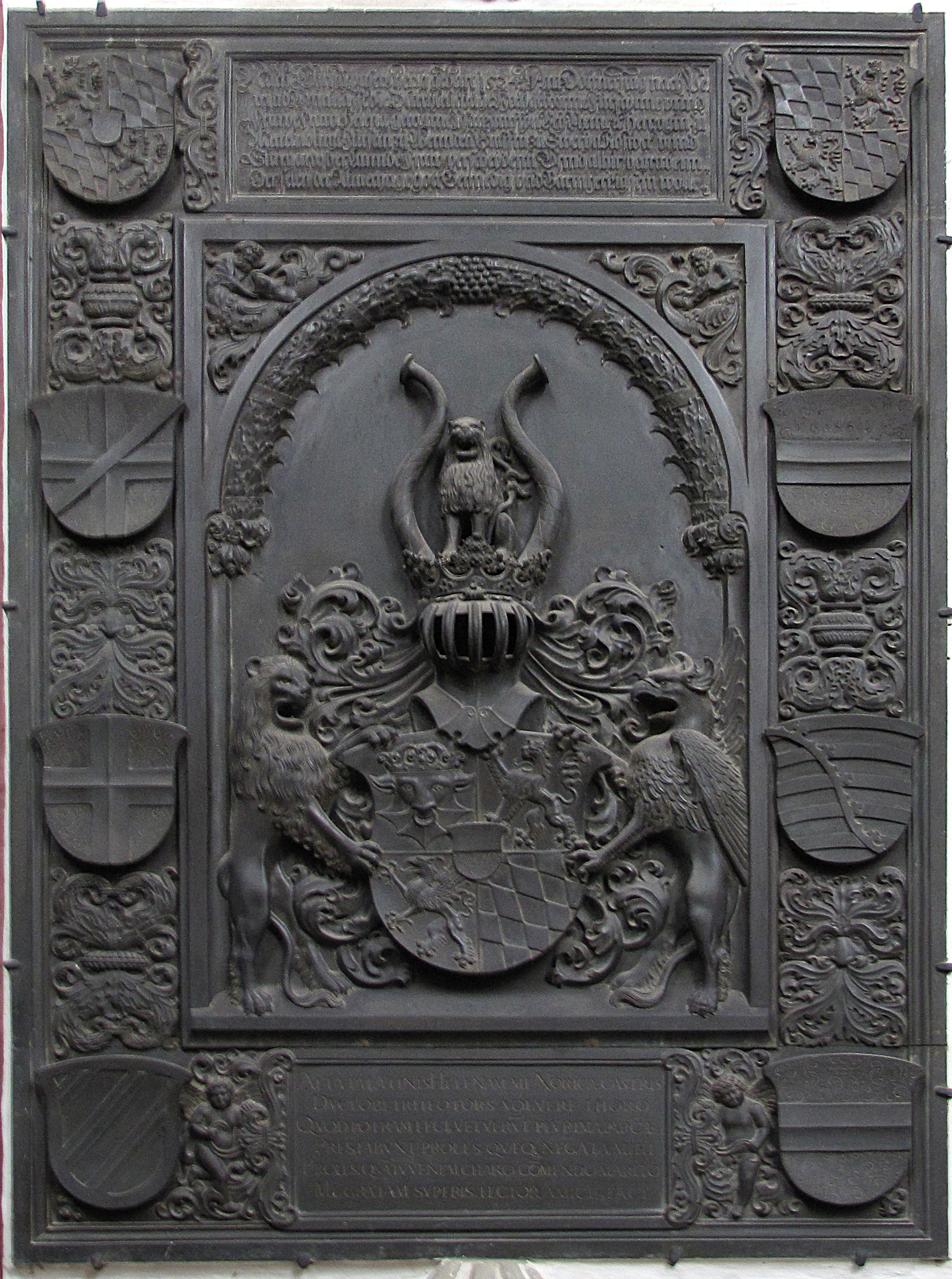
Epitáfio de Helena na Catedral de Schwerin.

Helena morreu em 15 de agosto de 1524, na cidade de Schwerin, aos trinta e um anos de idade. Foi sepultada na Catedral de Schwerin.
Henrique casou-se novamente com Úrsula de Saxe-Lauemburgo, mas eles não tiveram filhos.

## Descendência
- Filipe de Meclemburgo (12 de setembro de 1514 - 5 de janeiro de 1577), duque de Meclemburgo-Schwerin. Não se casou e nem teve filhos;
- Margarida de Meclemburgo (8 de abril de 1515 - 30 de agosto de 1559), foi a segunda esposa do duque Henrique II de Münsterberg-Oels. Teve descendência;
- Catarina de Meclemburgo (14 de abril de 1518 - 17 de novembro de 1581), esposa do duque Frederico III de Legnica. Teve descendência.